# María Dueñas
María Dueñas Vinuesa (n. 1964, Puertollano, Castilia-La Mancha, Spania) este o scriitoare spaniolă. 
A devenit cunoscută pentru debutul său în 2009, El tiempo entre costuras. Romanul a câștigat multe premii și este una dintre cele mai vândute cărți din ultimii ani în Spania. Este tradus într-un total de 35 de limbi  În plus, romanul a fost filmat ca o telenovelă. Ultimul ei roman La templanza este romanul best - seller din Spania în anul 2015. Si după acest roman (12/2016) este realizat un serial de televiziune.

## Biografie
Dueñas s-a născut  în 1964, în Puertollano, în provincia Ciudad Real,  fiind cel mai mare din cei opt copii. După terminarea studiilor sale, a urmat o carieră în știință, iar din 2003 este profesor de limba engleză la Universitatea din Murcia. María Dueñas locuiește cu soțul ei și cu doi copii în Cartagena (Spania).
În octombrie 2019, María Dueñas, a venit în România la invitația Festivalului Internațional de Literatură și Traducere (FILIT) din Iași.

## Opere
- El tiempo entre costuras, 2009
- Misiune Olvido, 2012
- La templanza, 2015

### Traduceri în limba română
- Iubirile croitoresei, 2013, editura Polirom, traducător Ileana Scipione, ISBN 978-973-46-4181-9
- Cumpătarea, 2016, editura Polirom, traducător Ileana Scipione, ISBN 978-973-46-5818-3